# 孝义柿子
孝义柿子，是中华人民共和国山西省吕梁市孝义市的柿子品种。是中国地理标志产品。

## 特点
孝义柿树产量高、寿命长。当地主要品种有磨盘柿、牛心柿等优良品种，其产地主要分布于孝义市境内四个乡镇。其中牛心柿为主栽品种，果实中大，呈牛心形状。2008年，由山西省孝义市农业技术推广中心申请，获得中华人民共和国农业部批准，收录入农业部农产品地理标志名录。

## 相关
- 孝义核桃